# Matthias Opdenhövel

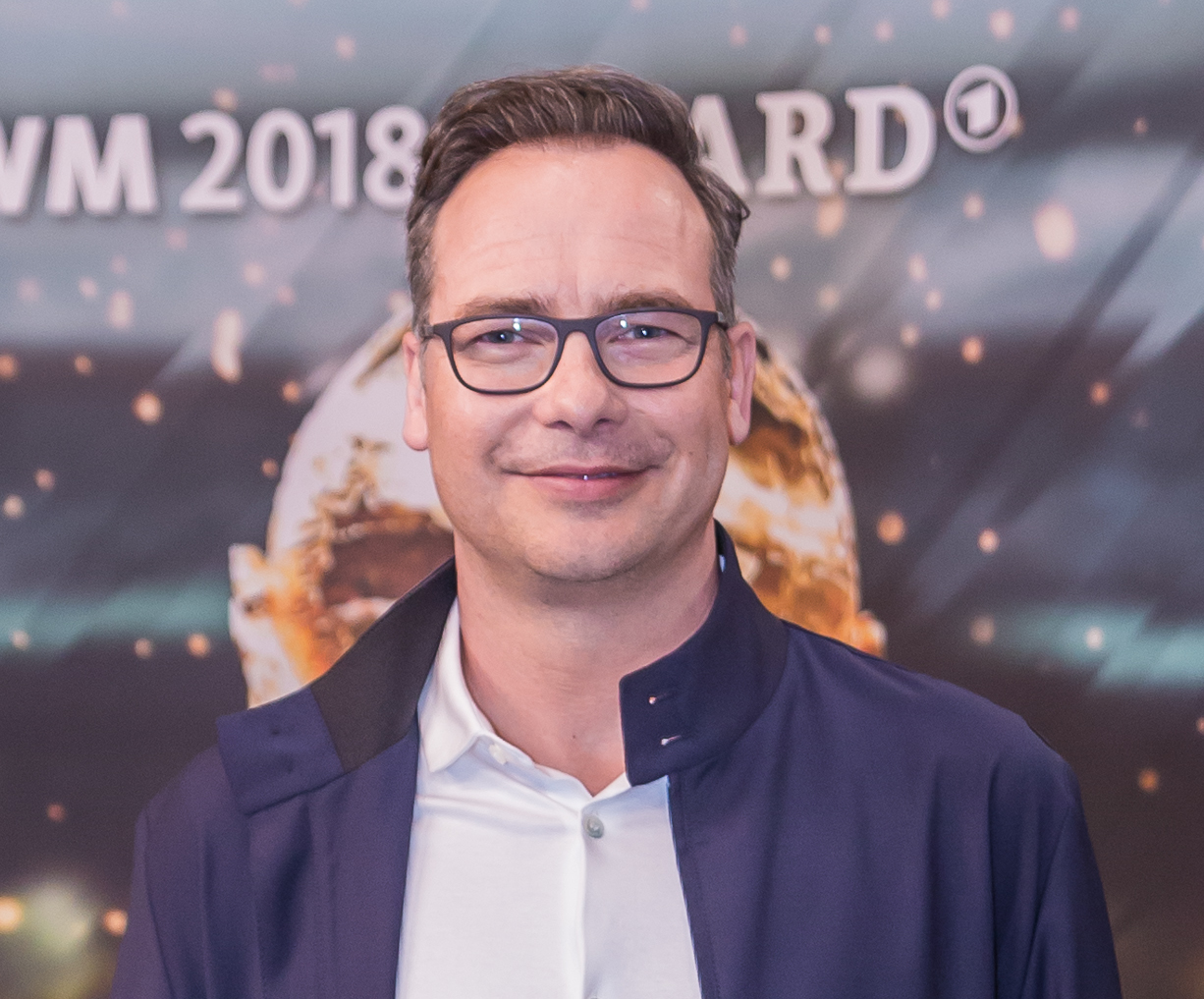
Matthias Opdenhövel (2018)

Matthias Augustinus Wilhelm Georg „Opdi“ Opdenhövel (* 25. August 1970 in Detmold) ist ein deutscher Fernsehmoderator.

## Leben und Wirken
Matthias Opdenhövel absolvierte 1990 sein Abitur am Christian-Dietrich-Grabbe-Gymnasium in Detmold und leistete im Anschluss daran seinen Grundwehrdienst beim Panzeraufklärungsbataillon 7 in Augustdorf ab. Danach begann er ein Studium der Betriebswirtschaftslehre in Würzburg, brach es aber kurz darauf wieder ab und begann ein Praktikum bei der Lippischen Rundschau. Es folgte ein Volontariat bei Radio Lippe. Anschließend wechselte er zu VIVA, wo er unter anderem in der Redaktion, als Moderator, in Livereportagen, bei Interviews und bei der Produktion von Beiträgen tätig war. Von 1994 bis 1997 war Opdenhövel als Redakteur bei VIVA festangestellt.
Zusammen mit Aleksandra Bechtel moderierte er von 1997 bis 1998 die Sendung Bitte lächeln bei RTL II, und von 1998 bis 2003 mit Barbara Schöneberger das sonntägliche Frühstücksfernsehen Weck Up in Sat.1. Bei VOX führte er zudem von 1999 bis 2001 durch das Quiz Hast Du Töne?, bei dem Lieder erraten werden mussten. Als Nachfolger von Christian Clerici moderierte Opdenhövel die tägliche Ratesendung Die Quiz Show ab dem 20. Januar 2003 auf Sat.1. bis zur Einstellung im Jahr 2004. Wiederholungen liefen später auf 9Live.
Von 2003 bis 2006 war er Stadionsprecher bei Borussia Mönchengladbach. Vom Sommer 2006 bis zum Sommer 2007 moderierte Opdenhövel beim Pay-TV Arena, das die Bundesliga-Rechte im Sommer 2007 an Premiere sublizenzierte. In der UEFA-Pokalsaison 2007/08 agierte Opdenhövel als Feldreporter bei den UEFA-Pokal-Heimspielen von der ersten Runde bis zum Achtelfinale des FC Bayern München. Außerdem moderierte er 2007 das Turnier McFit Masters of Legends. Zu sehen waren diese Sportveranstaltungen alle auf ProSieben.
Von 2006 bis 2011 moderierte er die ProSieben-Show Schlag den Raab, die 2007 mit dem Deutschen Fernsehpreis in der Kategorie „Beste Unterhaltungssendung/Beste Moderation Unterhaltung“ ausgezeichnet wurde. Außerdem agierte er als Moderator für die Wok-WM und das TV total Turmspringen. 2009 moderierte er mit Werner Hansch und Charlotte Engelhardt die Spielshow WipeOut – Heul nicht, lauf!.
2010 moderierte er aufgrund der Kooperation von ARD und ProSieben mit Sabine Heinrich die von Stefan Raab veranstaltete deutsche Vorentscheidung zum Eurovision Song Contest, Unser Star für Oslo. Ebenso moderierten die beiden die Verleihung des Echo im selben Jahr. Am Abend des Eurovision Song Contest 2010 moderierte das Duo ebenfalls die Vorberichterstattung im Ersten und im Anschluss die Grand-Prix-Party sowie am Folgetag die Ankunft der Siegerin Lena. Auch 2011 moderierten die beiden die ESC-Vorentscheidung, Unser Song für Deutschland, und im Umfeld des Eurovision Song Contest 2011 moderierte er verschiedene Sendungen für Das Erste und ProSieben, so zum Beispiel Eurovision total als Spezialausgabe von TV total.
In den Fußball-Bundesliga-Spielzeiten 2009/10 und 2010/11 stand Opdenhövel als Moderator für den Sender LIGA total! vor der Kamera. Dazu übernahm er 2010 zusätzlich die Sport1-Sendung LIGA total! Spieltaganalyse. In der fünften Staffel der Serie Pastewka hatte er in der Folge Das Gewitter einen Gastauftritt. Im Juli 2011 verließ er den ProSiebenSat.1-Konzern, um Moderator der ARD-Sportschau zu werden.
Ab der Saison 2011/12 war er zudem als Moderator bei den Skisprung-Übertragungen der ARD tätig. Die ARD setzte Opdenhövel auch bei der Fußball-Europameisterschaft 2012 in Polen und der Ukraine als Moderator und Reporter im deutschen Lager ein.
Zusätzlich moderierte er 2012/2013 die ARD-Unterhaltungssendung Opdenhövels Countdown. Im Sommer 2013 moderierte er mit der Showreihe Alles auf einen Deckel erstmals im WDR Fernsehen. Bei der WM 2014 bildete er in Brasilien mit Mehmet Scholl das Moderationsduo der ARD. Auch 2016 war er wieder für die ARD unterwegs und berichtete erneut mit Mehmet Scholl von der EM 2016 aus Frankreich live aus den Stadien. Seit Januar 2018 moderiert Opdenhövel die Spielshow Big Bounce – Die Trampolin Show bei RTL, seit Juni 2019 die Musiksendung The Masked Singer auf ProSieben. Im Dezember 2019 trat er in der Gameshow Hätten Sie’s gewusst? auf. Im März 2021 wurde bekannt, dass Opdenhövel seinen im Juli 2021 auslaufenden Vertrag bei der ARD nicht verlängert und er sich von der Sportschau verabschiedet.
Seit Juni 2024 moderiert Opdenhövel erneut die Sendung Schlag den Star, die er bereits 2010 moderiert hatte.
Matthias Opdenhövel ist verheiratet, hat zwei Söhne und lebt mit seiner Familie in Köln. Er engagiert sich ehrenamtlich für die Deutsche Knochenmarkspenderdatei. 2012 warb er bundesweit auf Plakaten der DKMS-Kampagne Mund auf gegen Leukämie für die Stammzellspende.

## TV-Moderationen

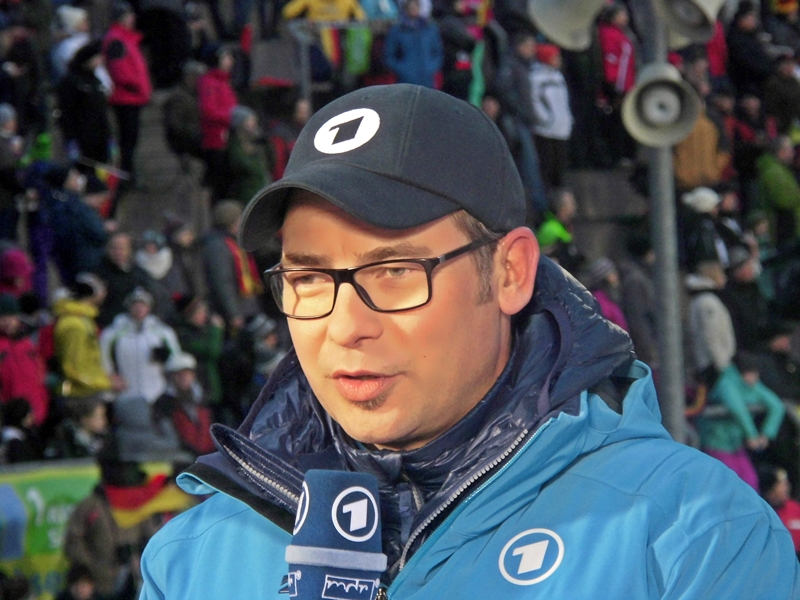
Matthias Opdenhövel beim Skisprung-Weltcup in Klingenthal (2015)

### Fortlaufend
- seit 2019: The Masked Singer, ProSieben[15]
- seit 2021: ran, Sat.1[16]
- seit 2024: The Floor, Sat.1[17]
- 1999–2001, seit 2024: Hast Du Töne?, VOX[18]/Sat.1[19]
- 2010, seit 2024: Schlag den Star, ProSieben[20][21]

### Ehemals/Einmalig
- 1993–1997: diverse Sendungen auf VIVA[22]
- 1997–1998: Bitte lächeln, RTL II[23]
- 1999: Eins Live TV, WDR Fernsehen
- 2003–2004: Die Quiz Show, Sat.1[24]
- 2005: TV total Bundestagswahl, ProSieben[25]
- 2006: Das große Ochsenrennen, ProSieben[26]
- 2006–2007: 1. Bundesliga, Arena[27]
- 2006–2011: Schlag den Raab, ProSieben[28]
- 2006–2011: Die TV total Wok-WM, ProSieben[29]
- 2006–2011: TV total Turmspringen, ProSieben[30]
- 2008: Die TV total Autoball Europameisterschaft 2008[31]
- 2009: WipeOut – Heul nicht, lauf!, ProSieben[32]
- 2009: TV total Bundestagswahl, ProSieben[33]
- 2009: Das große Kipp-Roll-Fall-Spektakel, ProSieben[34]
- 2009–2011: 1. Bundesliga, LIGA total![35]
- 2010: TV total Stock Car Crash Challenge, ProSieben[36]
- 2010: Die TV total Autoball Weltmeisterschaft 2010, ProSieben[37]
- 2010: Unser Star für Oslo, Das Erste/ProSieben[38] – zusammen mit Sabine Heinrich
- 2010: Echoverleihung, Das Erste[39]
- 2010–2011: Spieltaganalyse, Sport1[40]
- 2011: Unser Song für Deutschland, Das Erste/ProSieben[41] – zusammen mit Sabine Heinrich
- 2011: Eurovision Total, ProSieben[42]
- 2011: Die Show zum Tag des Glücks, Das Vierte[43]
- 2011–2021: Sportschau, Das Erste[44]
- 2011–2021: Sportschau live: Fußball, Das Erste
- 2011–2021: Sportschau live: Skispringen, Das Erste
- 2012: Brot und Spiele, Das Erste[45]
- 2012: Fußball-Europameisterschaft 2012 – Live-Moderator und Reporter im Quartier der deutschen Nationalmannschaft, Das Erste[46]
- 2012; 2016; 2018: Sportschau Club, Das Erste[47]
- 2012: US Wahl 2012 – Die Wahlparty im Ersten, Das Erste[48]
- 2012–2013: Opdenhövels Countdown, Das Erste[49]
- 2013: Star-Biathlon, Das Erste[50]
- 2013: Nordische Skiweltmeisterschaft 2013 – Skispringen, Das Erste[51]
- 2013: Alles auf einen Deckel, WDR Fernsehen[52]
- 2013: Die Show der unglaublichen Helden, Das Erste[53]
- 2013–2021: Sportschau vor acht, Das Erste[54]
- 2014: Star-Biathlon, Das Erste[55]
- 2014: Olympische Winterspiele 2014 – Skispringen und Interviews im Deutschen Haus, Das Erste
- 2014: Fußball-Weltmeisterschaft 2014 – Live-Moderator mit Mehmet Scholl, Das Erste
- 2014: 24 Stunden Quiz, WDR Fernsehen[56]
- 2015: U-21-Fußball-Europameisterschaft 2015, Das Erste
- 2015: Gefällt mir! – Die total vernetzte Show, WDR Fernsehen[57]
- 2016: Fußball-Europameisterschaft 2016 – Live-Moderator mit Mehmet Scholl, Das Erste
- 2016: US-Wahl 2016 – Die Wahlnacht im Ersten, Das Erste
- 2016–2017: Rate mal, wie alt ich bin, Das Erste
- 2018: Fußball-Weltmeisterschaft 2018, Das Erste – Live-Moderator mit Thomas Hitzlsperger, Stefan Kuntz und Hannes Wolf
- 2018–2019: Big Bounce – Die Trampolin Show, RTL – zusammen mit Wolff-Christoph Fuss
- 2019: Die Liveshow bei dir zuhause, ProSieben – zusammen mit Steven Gätjen
- 2019–2021: Joko & Klaas gegen ProSieben (5 Gastauftritte)
- 2021–2023: Zervakis & Opdenhövel. Live., ProSieben
- 2022: The Masked Dancer, ProSieben
- 2022: Die Stapelshow, ProSieben[58]

## Werke
- Die Schnellficker-Schuhe und andere Geschichten; Erlebnisse eines VIVA-Moderators. vgs-Verlag, 1998, ISBN 3-8025-2619-8.
- mit Steffi Hugendubel-Doll: Flipflops, iPod, Currywurst: Wer hat’s erfunden?. cbj-Verlag, 2012, ISBN 3-570-13621-3.
- mit Mariam Younossi: Pilates für Männer: „Alles nur kein Pillepalle“. Muskelaufbau, Stabilität, Prävention. Knaur Balance, 2018, ISBN 978-3-426-67568-7

## Auszeichnungen

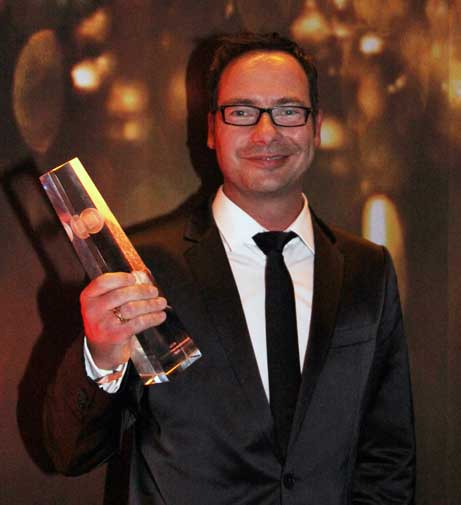
Matthias Opdenhövel mit seinem Fernsehpreis (2012)

- 2007: Deutscher Fernsehpreis in der Kategorie Beste Moderation Unterhaltung für Schlag den Raab
- 2008: Goldene Kamera in der Kategorie Beste Unterhaltung für Schlag den Raab[59]
- 2010: Brillenträger des Jahres[60]
- 2010: Deutscher Fernsehpreis in der Kategorie Beste Unterhaltung für Unser Star für Oslo
- 2012: Deutscher Fernsehpreis in der Kategorie Beste Sportsendung für die Spielanalysen der Fußball-Europameisterschaft 2012 (zusammen mit Mehmet Scholl)
- 2015: Deutscher Sportjournalistenpreis in der Kategorie Bester deutscher Sportmoderator[61]